# Darkfall
 (août 2019).
Darkfall est un jeu de rôle en ligne massivement multijoueur (MMORPG) développé par Aventurine, un studio grec, puis repris par le studio français Ub3rgames, il combine action et stratégie dans un univers médieval-fantastique. Le jeu permet un PvP très poussé, loot de tout son équipement, un monde immense et dynamique qui évolue en fonction des actions des joueurs et un système de combat indépendant de la classe et du niveau du joueur qui caractérise la plupart des MMORPGs actuels.
Le jeu est composé actuellement d'un serveur européen et Américain de 10 000 joueurs et n'est pas traduit en français.

## Lancement du jeu
Le premier serveur été européen et a été ouvert en 2007.
Darkfall Online est sorti le 26 février 2009 à 9:00 AM GMT +1, 12 heures plus tard que l'annonce officielle.
Le lancement a subi plusieurs renversements de situations. Les joueurs ont découvert un bogue critique, qui une fois reporté a entraîné les développeurs à mettre les serveurs hors-ligne. En dépit d'une sortie attentionnée et d'une sortie limitée, Aventurine n'a pas été capable de gérer l'énorme trafic du forum et de la boutique en ligne.
Il a aussi été rapporté par Aventurine que certaines pré-commandes ont échoué sans que l'utilisateur n'en soit averti, le laissant patienter jusqu'à ce que d'autres copies du jeu ne soit distribuées. Le temps perdu sera compensé par du temps de jeu gratuit.
Sa suite, baptisée Darkfall: Unholy Wars, a été publié en avril 2013.
À la suite de la crise financière grecque, le studio Aventurine ferme ses portes. Une nouvelle équipe française, Ub3rGames, reprend la main en 2016, ferme la suite et relance la version originale de Darkfall Online sous le nom de Darkfall: New Dawn. Les serveur sont en France, à Paris. Cette version a disparu depuis. Une autre équipe, Big Picture Games crée le projet Darkfall : Rise of Agon. Cette version était encore actualisée en avril 2023.

## Système de jeu
Le jeu est un monde ouvert, Agon, où le joueur a beaucoup de liberté et peut tracer son propre chemin.

### Alignement
Darkfall dispose d'un système d'alignement, allant de bon à mauvais et basé sur les actions du joueur. Les joueurs démarrent avec un alignement neutre. Le but des développeur est de laisser aux joueurs de grandes possibilités, mais en prenant conscience que les actions ont des conséquences.
D'après la FAQ de Darkfall : « Devenir mauvais est assez simple, bien que cela ne vous rende pas la vie facile. Tuer des personnages qui ne vous ont pas provoqués feront rapidement de vous une cible pour la plupart des gardes, des clans, et d'autres joueurs qui vous attaqueront à vue. Basculer son alignement vers le "bien" est une tâche difficile ».

### Races
Il existe six races jouables dans Darkfall. Contrairement à d'autres MMORPGs, le choix de la race n'influe pas énormément sur les choix du personnage et sur sa progression : 95 % des compétences peuvent être apprises indépendamment de la race. Chaque race commence sur son propre territoire, a sa propre histoire et ses propres relations.
Bien que certaines races ont historiquement des alliées et des ennemis bien définis, le joueur reste libre de ses actes et peut décider avec sa guilde de déclarer une guerre à des joueurs de même race. Déclarer la guerre à un clan n'engendrera aucune pénalité d'alignement.
Il est possible de créer des factions composées de différentes races, mais ce choix entraîne quelques désavantages : Les PNJs réagissent toujours en fonction de leur propre race, et réagiront donc avec hostilité s'il entre en contact avec un joueur de race différente et ceci même s'il est accompagné d'un allié qui lui peut accéder à la ville. Une récente note d'un développeur a cependant indiqué que les PNJs des villes construites par un clan « toute races » n'attaquera pas les membres de son propre clan.

#### Alfar
- Territoire: Nagast
- Alliés: Aucun
- Ennemis: Tout le monde
- Monture de race: Shulgan Drake

#### Nains
- Territoire: Dvergheim
- Alliés: Humains, Mirdain
- Ennemis: Mahirim, Orcs, Alfar
- Monture de race: Garmir Ram

#### Humains
- Territoire: Mercia
- Alliés: Nains, Mirdain
- Ennemis: Mahirim, Orcs, Alfar
- Monture de race: Warhorse

#### Mirdain
- Territoire: Mirendil
- Alliés: Dwarves, Humains
- Ennemis: Mahirim, Orcs, Alfar
- Monture de race: Aerdian cat

#### Mahirim
- Territoire: Tribelands
- Alliés: Orcs
- Ennemis: Humains, Mirdain, Nains, Alfar
- Monture de race: Wildbear.

#### Orcs
- Territoire: Morak
- Alliés: Mahirim
- Ennemis: Humains, Mirdain, Nains, Alfar
- Monture de race: Death Pig